# Myotis hasseltii
Myotis hasseltii — вид рукокрилих роду Нічниця (Myotis).

## Поширення, поведінка
Вид можна знайти в таких країнах: Камбоджа, Індія, Індонезія, Малайзія, М'янма, Шрі-Ланка, Таїланд та В'єтнам. Полюбляє сухі ліси, мангрові ліси. Лаштує сідала або поодиноко або групами по кілька осіб у тріщинах стовбурів дерев, у старих і зруйнованих будівлях. Це низько літаючі кажани, що полюють над поверхнею води навіть на морі. Живиться дрібними комахами, такими як комарі, мошки, мухи і молі.  